# Hibiscus clayi
Hibiscus clayi es una especie de arbusto de la familia de las malváceas. Es originario de Estados Unidos.

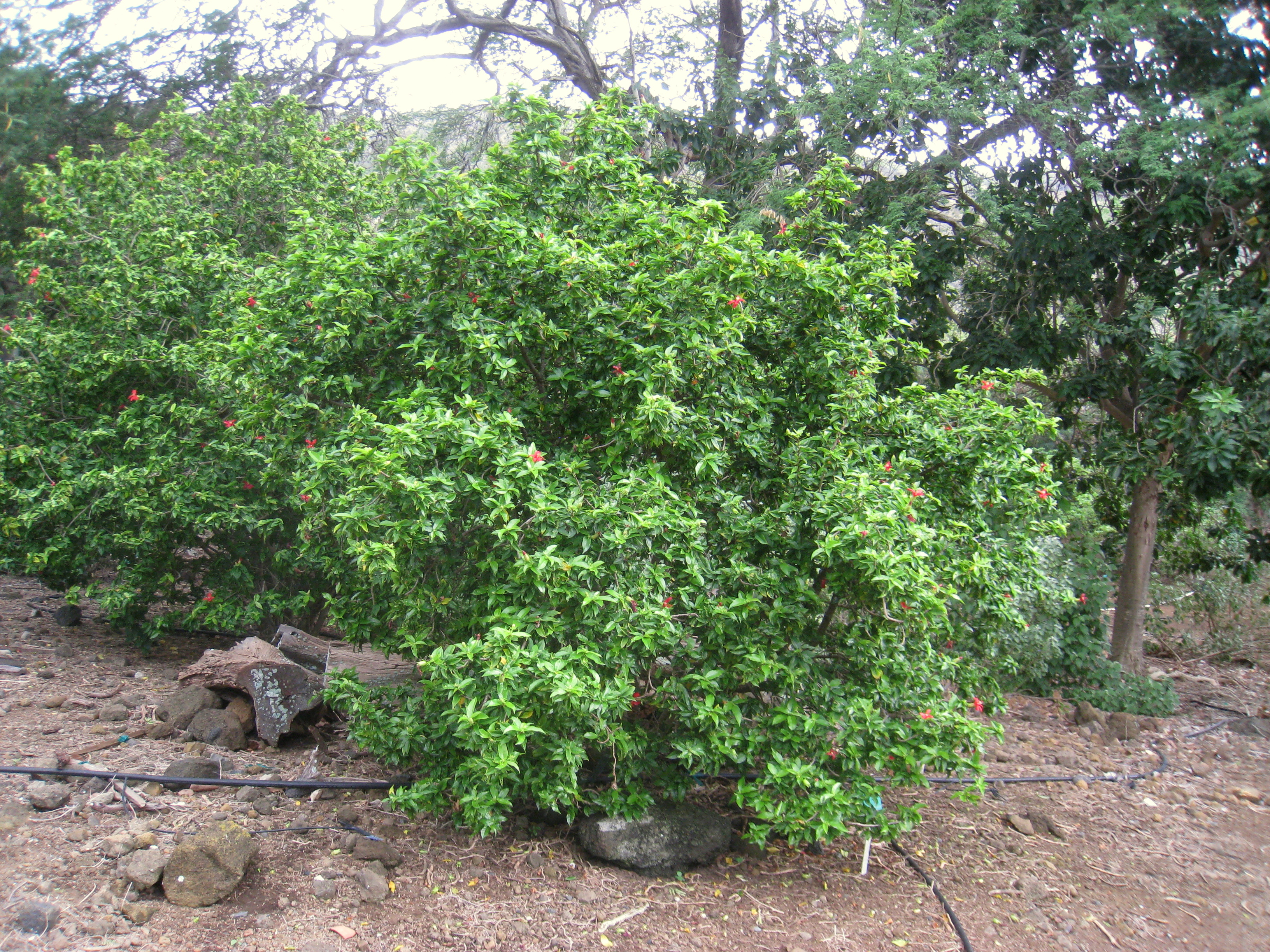
Vista de la planta

## Descripción
Es un arbusto o pequeño árbol endémico de Hawái con brillantes flores rojas, en general similares a Hibiscus kokio, y se encuentra en la naturaleza en Kauai en los bosques secos. Clasificado como en peligro de extinción por el USFWS.

## Taxonomía
Hibiscus clayi fue descrita por O.Deg. & I.Deg. y publicado en Fl. Hawaiiensis (Degener) Fam. 221. 1959
Etimología
Ver: Hibiscus
clayi: epíteto  otorgado en honor del botánico Sampson Clay.